# Gare de Lille-Europe
Dworzec kolejowy Lille-Europe, jest dworcem przeznaczonym dla pociągów TGV, zbudowanym w centrum aglomeracji Lille, na linii LGV Nord. Jest on jest położony około 400 m na północ od głównej stacji kolejowej miasta – Lille-Flandres, z którą łączy go linia metra. Z dworca korzysta średnio 19 000 podróżnych dziennie, co daje w rezultacie ok. 7 mln pasażerów rocznie.
Dworzec został oddany do użytku w roku 1994, razem z kolejową linią dużych prędkości, łączącą Paryż, Londyn i Brukselę. Stanowi on część wielkiego kompleksu handlowo-usługowego Euralille. Dworzec posiada sześć torów, z czego dwa centralne służą pociągom przejeżdżającym przez stację bez zatrzymania, pozostałe cztery znajdują się przy dwóch peronach usytuowanych po obydwu stronach torów przelotowych. Hala dworca znajduje nad torami. Dworzec bywa nazywany la gare aux courants d'air (dworzec przeciągów), gdyż konstrukcja hali nie jest całkowicie zamknięta.
Z dworca odjeżdżają pociągi Eurostar do Londynu i Brukseli oraz TGV do stacji Aéroport Charles-de-Gaulle 2 TGV, kontynuujące bieg do miast w południowej Francji (między innymi Marsylii, Bordeaux, Rennes, Nantes, Dijon, Montpellier, Lyon czy Grenoble). Większość bezpośrednich TGV relacji Lille – Paryż odjeżdża z dworca Lille-Flandres, z wyjątkiem pociągów zaczynających bieg w Calais, Boulogne-sur-Mer i Dunkierce. Ponadto z dworca odjeżdża kilka pociągów TER-GV – są to pociągi regionalne ale obsługiwane przez składy TGV do Arras, Verton przez Boulogne-sur-Mer, Dunkierki i Calais.
Pod dworcem znajduje się stacja metra, z charakterystycznymi freskami na wysokich na 10 m ścianach, przedstawiającymi zabytki z wielu miejsc w Europie.